# Nati nel 1935/Gennaio
| Questa pagina contiene informazioni ricavate automaticamente dalle voci biografiche con l'ausilio del template Bio e di un bot. L'aggiornamento è periodico e automatico e ricostruisce completamente la pagina. Se manca una persona in questa lista, sei pregato di non aggiungerla, ma accertati piuttosto che la sua voce biografica contenga il template Bio e che i dati anagrafici siano correttamente compilati. Se il template Bio manca, inseriscilo tu stesso o, in alternativa, metti l'avviso {{tmp\|Bio}} che ne segnala la mancanza. Se i dati riportati sono sbagliati, correggi direttamente la voce biografica; le modifiche saranno visibili in questa lista entro pochi giorni. Per chiarimenti vedi il progetto biografie. La lista contiene solo le 201 persone che sono citate nell'enciclopedia e per le quali è stato implementato correttamente il template Bio. Pagina aggiornata al 10 ago 2025. |

- 1º gennaio - Carmelo Azzarà, politico italiano († 1999)
- 1º gennaio - Victor Batarseh, medico e politico palestinese
- 1º gennaio - Jim Coshow, cestista statunitense († 2024)
- 1º gennaio - Chico Feitosa, cantante, compositore e chitarrista brasiliano († 2004)
- 1º gennaio - Lionel Giroux, wrestler canadese († 1995)
- 1º gennaio - Chieko Hosokawa, fumettista giapponese
- 1º gennaio - Brian G. Hutton, attore e regista statunitense († 2014)
- 1º gennaio - Eiko Kadono, scrittrice giapponese
- 1º gennaio - B. Kliban, fumettista statunitense († 1990)
- 1º gennaio - Enrico Minto, calciatore italiano († 2023)
- 1º gennaio - Rinaldo Olivieri, allenatore di calcio e calciatore italiano († 1991)
- 1º gennaio - Mariù Pascoli, attrice italiana († 2018)
- 1º gennaio - Tobia Scarpa, architetto, designer e restauratore italiano
- 1º gennaio - Digby Smith, storico britannico († 2024)
- 1º gennaio - Giuseppe Vaiana, astrofisico italiano († 1991)
- 1º gennaio - Giorgio Zanniboni, politico italiano († 2011)
- 2 gennaio - Willy Brezza, compositore, pianista e arrangiatore italiano († 1996)
- 2 gennaio - Jocelyn Delecour, ex velocista francese
- 2 gennaio - Francesca Duranti, scrittrice italiana
- 2 gennaio - Robert Forte, ex calciatore francese
- 2 gennaio - Hristo Hristov, astista bulgaro († 2015)
- 2 gennaio - Francesco Paolo Lucchese, politico italiano († 2025)
- 2 gennaio - Erling Nielsen, calciatore danese († 1996)
- 2 gennaio - Giovanna Ralli, attrice italiana
- 2 gennaio - Josef Sterff, bobbista tedesco († 2015)
- 2 gennaio - ʿAlī bin Ibrāhīm al-Naʿīmi, dirigente d'azienda e politico saudita
- 3 gennaio - Kutlu Adalı, poeta e giornalista cipriota († 1996)
- 3 gennaio - Florencio Amarilla, calciatore e attore paraguaiano († 2012)
- 3 gennaio - Paolo Carile, francesista italiano
- 3 gennaio - Mario Conti, calciatore italiano († 2020)
- 3 gennaio - Friedhelm Fischerkeller, ciclista su strada e pistard tedesco († 2008)
- 3 gennaio - Richard Karp, informatico statunitense
- 3 gennaio - Jeremy Kemp, attore britannico († 2019)
- 3 gennaio - Giovanni Lajolo, cardinale e arcivescovo cattolico italiano
- 3 gennaio - Aurelio Misiti, politico italiano
- 3 gennaio - Alfredo del Aguila, calciatore messicano († 2018)
- 4 gennaio - Marla English, attrice statunitense († 2012)
- 4 gennaio - Raymonde Guyot, montatrice francese († 2021)
- 4 gennaio - Walter Mahlendorf, ex velocista tedesco occidentale
- 4 gennaio - Floyd Patterson, pugile statunitense († 2006)
- 5 gennaio - Marcel Adamczyk, calciatore francese († 2023)
- 5 gennaio - Bizyaagiin Dashgai, ex biatleta e fondista mongolo
- 5 gennaio - Ursicin Gion Gieli Derungs, teologo, filosofo e scrittore svizzero († 2024)
- 5 gennaio - John Hemming, esploratore e scrittore canadese
- 5 gennaio - Angelo Ruggeri, calciatore italiano († 2019)
- 5 gennaio - David Ryall, attore inglese († 2014)
- 6 gennaio - Tommaso Assi, mezzofondista e allenatore di atletica leggera italiano († 1983)
- 6 gennaio - Federico Bilbao, ex calciatore spagnolo
- 6 gennaio - Margarita Gómez-Acebo, nobildonna spagnola
- 6 gennaio - Nancy Johnson, politica statunitense
- 6 gennaio - Vasil Metodiev, allenatore di calcio e calciatore bulgaro († 2019)
- 6 gennaio - Reinhold Pommer, ciclista su strada tedesco († 2014)
- 6 gennaio - Gerald R. Molen, produttore cinematografico statunitense
- 6 gennaio - Egisto Sarnelli, cantante e chitarrista italiano († 1996)
- 6 gennaio - Nino Tempo, cantante, sassofonista e clarinettista statunitense († 2025)
- 7 gennaio - Sergio Ammirata, attore e regista italiano
- 7 gennaio - Ion Cioabă, politico rumeno († 1997)
- 7 gennaio - Francisco Dornelles, politico e economista brasiliano († 2023)
- 7 gennaio - Valerij Nikolaevič Kubasov, cosmonauta sovietico († 2014)
- 7 gennaio - Manuel Mestre, calciatore e allenatore di calcio spagnolo († 2008)
- 7 gennaio - Franco Gaetano Scoca, giurista italiano
- 8 gennaio - Reno Bertoia, giocatore di baseball italiano († 2011)
- 8 gennaio - Dharmendra, attore e politico indiano
- 8 gennaio - Giulio Giunta, pentatleta italiano († 2010)
- 8 gennaio - Robert Littell, scrittore e giornalista statunitense
- 8 gennaio - Louis Polonia, calciatore francese († 2005)
- 8 gennaio - Elvis Presley, cantante e attore statunitense († 1977)
- 8 gennaio - Vittorio Sbardella, politico italiano († 1994)
- 9 gennaio - Dante Biagioni, attore, doppiatore e direttore del doppiaggio italiano († 2016)
- 9 gennaio - Manlio De Angelis, attore, doppiatore e direttore del doppiaggio italiano († 2017)
- 9 gennaio - Silvio De Florentiis, maratoneta italiano († 2021)
- 9 gennaio - Bob Denver, attore e comico statunitense († 2005)
- 9 gennaio - John McCormack, pugile britannico († 2014)
- 9 gennaio - Salvator Sotiri, cestista albanese († 2018)
- 10 gennaio - Ronnie Hawkins, cantautore e musicista canadese († 2022)
- 10 gennaio - Sherrill Milnes, baritono statunitense
- 11 gennaio - Giampiero Betello, calciatore italiano († 2024)
- 11 gennaio - Gian Luca Chiavari, nobile e dirigente d'azienda italiano
- 11 gennaio - Giovanni Silvestro Coco, politico e magistrato italiano
- 11 gennaio - Giampiero Cotti Cometti, geografo italiano († 2009)
- 11 gennaio - Ghita Nørby, attrice danese
- 11 gennaio - Matteo Pellicone, dirigente sportivo italiano († 2013)
- 11 gennaio - Joško Vidošević, calciatore jugoslavo († 1990)
- 12 gennaio - Victor Gbeho, diplomatico ghanese
- 12 gennaio - Gianluigi Melega, giornalista, scrittore e politico italiano († 2014)
- 12 gennaio - Margherita Rinaldi, soprano italiano († 2023)
- 12 gennaio - Claudio Undari, attore italiano († 2008)
- 12 gennaio - Ken Uston, scrittore statunitense († 1987)
- 13 gennaio - Marcos Aguinis, scrittore argentino
- 13 gennaio - Renato Aragão, attore, cantante e showman brasiliano
- 13 gennaio - Corrado Calabrò, giurista, scrittore e poeta italiano
- 13 gennaio - Angelo Coletto, ciclista su strada italiano († 2006)
- 13 gennaio - Mauro Forghieri, ingegnere, progettista e dirigente sportivo italiano († 2022)
- 13 gennaio - Baha Taher, scrittore e traduttore egiziano († 2022)
- 14 gennaio - Calogero Bagarella, mafioso italiano († 1969)
- 14 gennaio - John Erman, regista statunitense († 2021)
- 14 gennaio - Enio Girolami, attore italiano († 2013)
- 14 gennaio - Anna Goel, attrice italiana
- 14 gennaio - Giulio Lepschy, linguista italiano
- 14 gennaio - Malia Scotch Marmo, sceneggiatrice e produttrice cinematografica statunitense
- 14 gennaio - Sid Sheinberg, produttore cinematografico e avvocato statunitense († 2019)
- 14 gennaio - Lucile Wheeler, ex sciatrice alpina canadese
- 15 gennaio - Mauro Bicicli, calciatore e allenatore di calcio italiano († 2001)
- 15 gennaio - Simeon Cuba Sarabia, rivoluzionario boliviano († 1967)
- 15 gennaio - Pablo Ferro, disegnatore e regista cubano († 2018)
- 15 gennaio - Gianni Forlini, politico italiano († 1989)
- 15 gennaio - Malcolm Frager, pianista statunitense († 1991)
- 15 gennaio - Maria Nardi, ex nuotatrice italiana
- 15 gennaio - Yusuke Oeda, goista giapponese († 2010)
- 15 gennaio - Luigi Radice, calciatore e allenatore di calcio italiano († 2018)
- 15 gennaio - Robert Silverberg, scrittore di fantascienza, curatore editoriale e sceneggiatore statunitense
- 15 gennaio - Koosje van Voorn, nuotatrice olandese († 2018)
- 16 gennaio - Inger Christensen, poetessa, scrittrice e saggista danese († 2009)
- 16 gennaio - A.J. Foyt, ex pilota automobilistico statunitense
- 16 gennaio - Udo Lattek, calciatore, allenatore di calcio e dirigente sportivo tedesco († 2015)
- 16 gennaio - Mauro Lessi, allenatore di calcio e calciatore italiano († 2017)
- 17 gennaio - Willi Altig, ex ciclista su strada e pistard tedesco
- 17 gennaio - Piero Ferri, allenatore di calcio e calciatore italiano († 2016)
- 17 gennaio - Ruth Ann Minner, politica statunitense († 2021)
- 17 gennaio - Boris Stenin, pattinatore di velocità su ghiaccio sovietico († 2001)
- 17 gennaio - Kiyoshi Ōkubo, serial killer giapponese († 1976)
- 18 gennaio - Pjeter Arbnori, politico, scrittore e attivista albanese († 2006)
- 18 gennaio - Gaetano Colucci, politico italiano († 2008)
- 19 gennaio - Giampiero Bandini, calciatore italiano († 2008)
- 19 gennaio - Soumitra Chatterjee, attore indiano († 2020)
- 19 gennaio - François Couchepin, politico svizzero († 2023)
- 19 gennaio - Annalisa Diaz, politica italiana († 2021)
- 19 gennaio - Gianfranco La Grassa, economista e saggista italiano
- 19 gennaio - Assunta Maresca, mafiosa italiana († 2021)
- 19 gennaio - Johnny O'Keefe, cantante australiano († 1978)
- 19 gennaio - Bryan Pringle, attore britannico († 2002)
- 19 gennaio - Arnold Schütz, calciatore tedesco († 2015)
- 20 gennaio - Ugo Benelli, tenore italiano
- 20 gennaio - Achim Benning, attore, regista teatrale e direttore artistico tedesco († 2024)
- 20 gennaio - Bruno Fael, pittore e scultore italiano († 2015)
- 20 gennaio - Angelo Mariani, ammiraglio italiano
- 20 gennaio - Milt Plum, ex giocatore di football americano statunitense
- 20 gennaio - Dorothy Provine, attrice, cantante e ballerina statunitense († 2010)
- 20 gennaio - Antonino Scopelliti, magistrato italiano († 1991)
- 20 gennaio - Norm Stewart, ex cestista e allenatore di pallacanestro statunitense
- 21 gennaio - Giuseppe Antonio Arena, poeta e giurista italiano († 1995)
- 21 gennaio - Karl G. Heider, antropologo statunitense
- 21 gennaio - Pedro Vicente Fonseca, ex cestista brasiliano
- 21 gennaio - Eulalio Ríos, nuotatore messicano († 1980)
- 21 gennaio - Alessandro Serpieri, traduttore e anglista italiano († 2017)
- 21 gennaio - Andrew Sinclair, scrittore, storico e biografo britannico († 2019)
- 21 gennaio - Jack Tunney, imprenditore canadese († 2004)
- 22 gennaio - Seymour Cassel, attore statunitense († 2019)
- 22 gennaio - Matt Koehl, politico statunitense († 2014)
- 22 gennaio - Aleksandr Vladimirovič Men', presbitero russo († 1990)
- 22 gennaio - Valentina Talyzina, attrice e doppiatrice sovietica († 2025)
- 22 gennaio - Marcello Verziera, attore, pugile e stuntman italiano († 2018)
- 22 gennaio - Ed Wild, cestista canadese († 2020)
- 23 gennaio - Umberto Da Preda, cantautore italiano († 2013)
- 23 gennaio - Joe Melia, attore britannico († 2012)
- 23 gennaio - Tom Reamy, scrittore statunitense († 1977)
- 23 gennaio - Rubén Soria, ex calciatore uruguaiano
- 24 gennaio - Mona Malm, attrice svedese († 2021)
- 25 gennaio - Conrad Burns, politico e militare statunitense († 2016)
- 25 gennaio - James Gordon Farrell, scrittore britannico († 1979)
- 25 gennaio - Don Maynard, giocatore di football americano statunitense († 2022)
- 25 gennaio - Angelo Raffaele Meo, informatico italiano
- 25 gennaio - Pietro Mezzaroma, imprenditore italiano
- 25 gennaio - António Ramalho Eanes, politico e generale portoghese
- 25 gennaio - Werner Schley, allenatore di calcio e calciatore svizzero († 2007)
- 25 gennaio - Stanislav Žuk, pattinatore artistico su ghiaccio sovietico († 1998)
- 26 gennaio - Corrado Augias, giornalista, scrittore e conduttore televisivo italiano
- 26 gennaio - Cris Huerta, attore portoghese († 2004)
- 26 gennaio - Henry Jordan, giocatore di football americano statunitense († 1977)
- 26 gennaio - Gianguido Milanesi, schermidore italiano († 2023)
- 26 gennaio - Franco Nicolini, criminale italiano († 1978)
- 26 gennaio - Friðrik Ólafsson, scacchista islandese († 2025)
- 26 gennaio - Emilio Pasquini, filologo e storico della letteratura italiano († 2020)
- 26 gennaio - Paula Rego, pittrice portoghese († 2022)
- 26 gennaio - Italo Signorini, antropologo italiano († 1994)
- 26 gennaio - Fulvio Tomizza, scrittore italiano († 1999)
- 27 gennaio - Eugene Chyzowych, allenatore di calcio polacco († 2014)
- 27 gennaio - Gene Colonnello, cantante e compositore italiano († 2011)
- 27 gennaio - Casimir Koza, calciatore francese († 2010)
- 27 gennaio - Franco Nenci, pugile italiano († 2020)
- 27 gennaio - Billy Ray Smith, giocatore di football americano statunitense († 2001)
- 27 gennaio - D. M. Thomas, scrittore e poeta britannico († 2023)
- 28 gennaio - John Davis Chandler, attore statunitense († 2010)
- 28 gennaio - Francesco Lo Savio, artista italiano († 1963)
- 28 gennaio - David Lodge, scrittore, critico letterario e anglista britannico († 2025)
- 28 gennaio - Nicholas Pryor, attore statunitense († 2024)
- 28 gennaio - Yoshikazu Shirakawa, fotografo giapponese († 2022)
- 29 gennaio - Roberto Fassi, artista marziale italiano († 2014)
- 29 gennaio - Luboš Kohoutek, astronomo ceco († 2023)
- 29 gennaio - Roger Payne, biologo e ambientalista statunitense († 2023)
- 29 gennaio - Vieri Quilici, architetto italiano
- 29 gennaio - Luciano Redegalli, ex calciatore italiano
- 30 gennaio - Richard Brautigan, scrittore e poeta statunitense († 1984)
- 30 gennaio - Elsa Martinelli, attrice e modella italiana († 2017)
- 30 gennaio - Roberto Sardelli, presbitero e scrittore italiano († 2019)
- 30 gennaio - Jean Tiberi, magistrato e politico francese († 2025)
- 31 gennaio - Lorenzo Calafiore, lottatore italiano († 2011)
- 31 gennaio - Antonio Ciliberti, arcivescovo cattolico italiano († 2017)
- 31 gennaio - Hal Lear, cestista statunitense († 2016)
- 31 gennaio - Kenzaburō Ōe, scrittore giapponese († 2023)
- 31 gennaio - Giulio Salierno, sociologo e scrittore italiano († 2006)